# Campeonato Mundial de Atletismo de 2007 - 1500 m masculino
A competição dos 1500 metros masculino no Campeonato Mundial de Atletismo de 2007 foi realizada no Estádio Nagai, em Osaka, no Japão, entre os dias 25 a 29 de agosto de 2007.

## Recordes
Antes desta competição, os recordes mundiais e do campeonato nesta prova eram os seguintes:
| Tipo                  | Atleta             | Tempo   | Local   | Data                 |
| --------------------- | ------------------ | ------- | ------- | -------------------- |
|                       | Hicham El Guerrouj | 3:26.00 | Roma    | 14 de julho de 1998  |
| Recorde do campeonato | Hicham El Guerrouj | 3:27.65 | Sevilha | 14 de agosto de 1999 |

## Medalhistas
| Ouro                | Prata              | Bronze                     |
| Bernard Lagat (USA) | Rashid Ramzi (BHR) | Shedrack Kibet Korir (KEN) |

## Calendário
Todos os horários estão no horário local (UTC+9)
| Data         | Horário | Fase          |
| ------------ | ------- | ------------- |
| 25 de agosto | 11:25   | Eliminatórias |
| 27 de agosto | 20:40   | Semifinal     |
| 29 de agosto | 22:05   | Final         |

## Resultados

### Eliminatórias
Qualificação: Os 6 primeiros de cada bateria (Q) e os 6 melhores tempos (q) avançam para as semifinais.
| Pos. | Bateria | Atleta                   | Nacionalidade  | Tempo   | Notas                |
| ---- | ------- | ------------------------ | -------------- | ------- | -------------------- |
| 1    | 2       | Mehdi Baala              | França         | 3:38.65 | Q                    |
| 2    | 2       | Rashid Ramzi             | Bahrein        | 3:38.72 | Q,                   |
| 3    | 2       | Mohamed Moustaoui        | Marrocos       | 3:39.54 | Q                    |
| 4    | 2       | Shedrack Kibet Korir     | Quênia         | 3:39.55 | Q                    |
| 5    | 2       | Andrew Baddeley          | Grã-Bretanha   | 3:39.60 | Q                    |
| 6    | 2       | Sergio Gallardo          | Espanha        | 3:39.92 | Q                    |
| 7    | 2       | Nick Willis              | Nova Zelândia  | 3:40.18 | q                    |
| 8    | 1       | Asbel Kiprop             | Quênia         | 3:40.65 | Q                    |
| 9    | 1       | Alan Webb                | Estados Unidos | 3:40.73 | Q                    |
| 10   | 1       | Juan Carlos Higuero      | Espanha        | 3:40.93 | Q                    |
| 11   | 1       | Youssef Baba             | Marrocos       | 3:40.96 | Q                    |
| 12   | 1       | Antar Zerguelaïne        | Argélia        | 3:40.97 | Q                    |
| 13   | 2       | Juan Luis Barrios        | México         | 3:41.05 | q                    |
| 14   | 2       | Fumikazu Kobayashi       | Japão          | 3:41.19 | q                    |
| 15   | 3       | Arturo Casado            | Espanha        | 3:41.33 | Q                    |
| 16   | 1       | KKevin Sullivan          | Canadá         | 3:41.39 | Q                    |
| 17   | 3       | Mekonnen Gebremedhin     | Etiópia        | 3:41.43 | Q                    |
| 18   | 2       | Sajjad Moradi            | Irão           | 3:41.49 | q                    |
| 19   | 1       | Mohammed Shaween         | Arábia Saudita | 3:41.58 | q                    |
| 20   | 3       | Bernard Lagat            | Estados Unidos | 3:41.68 | Q                    |
| 21   | 3       | Tarek Boukensa           | Argélia        | 3:41.71 | Q                    |
| 22   | 3       | Christian Obrist         | Itália         | 3:41.74 | Q                    |
| 23   | 3       | Belal Mansoor Ali        | Bahrein        | 3:41.87 | Q                    |
| 24   | 3       | Daniel Kipchirchir Komen | Quênia         | 3:41.96 | q                    |
| 25   | 1       | Ivan Heshko              | Ucrânia        | 3:42.08 |                      |
| 26   | 1       | Javier Carriqueo         | Argentina      | 3:42.20 |                      |
| 27   | 1       | Mounir Yemmouni          | França         | 3:42.68 |                      |
| 28   | 2       | Deresse Mekonnen         | Etiópia        | 3:43.15 |                      |
| 29   | 3       | Abdalaati Iguider        | Marrocos       | 3:43.25 |                      |
| 30   | 1       | Hudson de Souza          | Brasil         | 3:43.37 |                      |
| 31   | 3       | Mark Fountain            | Austrália      | 3:43.51 |                      |
| 32   | 2       | Kamal Boulahfane         | Argélia        | 3:43.88 |                      |
| 33   | 3       | Byron Piedra             | Equador        | 3:45.59 |                      |
| 34   | 3       | Gareth Hyett             | Nova Zelândia  | 3:45.70 |                      |
| 35   | 2       | Leonel Manzano           | Estados Unidos | 3:45.97 |                      |
| 36   | 1       | Ansu Sowe                | Gâmbia         | 3:50.77 | Recorde nacional     |
| 37   | 3       | Chauncy Master           | Malawi         | 3:55.18 |                      |
| 38   | 1       | Sevak Yeghikyan          | Armênia        | 4:00.61 |                      |
| 39   | 3       | Hem Bunting              | Camboja        | 4:08.31 | Recorde da temporada |
| 40   | 3       | Serdar Nurmyradov        | Turquemenistão | 4:10.42 |                      |
| 41   | 2       | Saysana Bannavong        | Laos           | 4:19.80 |                      |

### Semifinal
Qualificação: Os 6 primeiros de cada bateria (Q) e os 2 melhores tempos (q) avançam para as finais.
| Pos. | Bateria | Atleta                   | Nacionalidade  | Tempo     | Notas |
| ---- | ------- | ------------------------ | -------------- | --------- | ----- |
| 1    | 2       | Rashid Ramzi             | Bahrein        | 3:40.53   | Q     |
| 2    | 2       | Antar Zerguelaïne        | Argélia        | 3:40.79   | Q     |
| 3    | 2       | Arturo Casado            | Espanha        | 3:40.83   | Q     |
| 4    | 2       | Belal Mansoor Ali        | Bahrein        | 3:41.01   | Q     |
| 5    | 2       | Alan Webb                | Estados Unidos | 3:41.08   | Q     |
| 6    | 2       | Sergio Gallardo          | Espanha        | 3:41.14   | q     |
| 7    | 2       | Shedrack Kibet Korir     | Quênia         | 3:41.15   | q     |
| 8    | 2       | Juan Luis Barrios        | México         | 3:41.17   |       |
| 9    | 2       | Kevin Sullivan           | Canadá         | 3:41.27   |       |
| 10   | 1       | Bernard Lagat            | Estados Unidos | 3:42.39   | Q     |
| 11   | 1       | Tarek Boukensa           | Argélia        | 3:42.88   | Q     |
| 12   | 2       | Christian Obrist         | Itália         | 3:42.93   |       |
| 13   | 1       | Asbel Kiprop             | Quênia         | 3:42.99   | Q     |
| 14   | 1       | Andrew Baddeley          | Grã-Bretanha   | 3:43.03   | Q     |
| 15   | 1       | Nick Willis              | Nova Zelândia  | 3:43.34   | Q     |
| 16   | 1       | Mohamed Moustaoui        | Marrocos       | 3:43.39   |       |
| 17   | 1       | Mekonnen Gebremedhin     | Etiópia        | 3:43.41   |       |
| 18   | 2       | Fumikazu Kobayashi       | Japão          | 3:43.64   |       |
| 19   | 1       | Juan Carlos Higuero      | Espanha        | 3:44.15   | q     |
| 20   | 2       | Mohammed Shaween         | Arábia Saudita | 3:44.54   |       |
| 21   | 1       | Sajjad Moradi            | Irão           | 3:46.21   |       |
| 22   | 1       | Daniel Kipchirchir Komen | Quênia         | 4:02.95   |       |
| 23   | 1       | Youssef Baba             | Marrocos       | 4:16.23   | q     |
| 99 ! | 1       | Mehdi Baala              | França         | 9:99.99 ! | DSQ   |

Nota: Mehdi Baala originalmente conquistou a vaga na final, mas posteriormente foi desclassificado por causar uma colisão durante a corrida. Vagas adicionais na final foram concedidas a Juan Carlos Higuero e Youssef Baba, que sofreram na colisão.

### Final
A final ocorreu dia 29 de agosto às 22:05.
| Pos.              | Atleta               | Nacionalidade  | Tempo   | Notas                |
| ----------------- | -------------------- | -------------- | ------- | -------------------- |
| Medalha de ouro   | Bernard Lagat        | Estados Unidos | 3:34.77 |                      |
| Medalha de prata  | Rashid Ramzi         | Bahrein        | 3:35.00 | Recorde da temporada |
| Medalha de bronze | Shedrack Kibet Korir | Quênia         | 3:35.04 |                      |
| 4                 | Asbel Kiprop         | Quênia         | 3:35.24 | Recorde pessoal      |
| 5                 | Tarek Boukensa       | Argélia        | 3:35.26 |                      |
| 6                 | Antar Zerguelaïne    | Argélia        | 3:35.29 |                      |
| 7                 | Arturo Casado        | Espanha        | 3:35.62 |                      |
| 8                 | Alan Webb            | Estados Unidos | 3:35.69 |                      |
| 9                 | Andrew Baddeley      | Grã-Bretanha   | 3:35.95 |                      |
| 10                | Nick Willis          | Nova Zelândia  | 3:36.13 |                      |
| 11                | Belal Mansoor Ali    | Bahrein        | 3:36.44 |                      |
| 12                | Sergio Gallardo      | Espanha        | 3:37.03 |                      |
| 13                | Juan Carlos Higuero  | Espanha        | 3:38.43 |                      |
| 14                | Youssef Baba         | Marrocos       | 3:38.78 |                      |

Legenda
| Recorde mundial       | Recorde mundial (World record)               |                       | Recorde africano                      | Recorde africano (African) |                                           | Q | Classificado por posição (Qualified) |
| Recorde do campeonato | Recorde do campeonato (Championship record)  | Recorde da América    | Recorde da América (Americas)         | q                          | Classificado por melhor tempo (Qualified) |   |                                      |
| Melhor marca do ano   | Melhor marca do ano (World leading)          | Recorde asiático      | Recorde asiático (Asian)              | DNS                        | Não largou (Did not start)                |   |                                      |
| Recorde nacional      | Recorde nacional (National record)           | Recorde europeu       | Recorde europeu (European)            | DNF                        | Não terminou (Did not finish)             |   |                                      |
| Recorde pessoal       | Recorde pessoal do atleta (Personal best)    | Recorde da Oceania    | Recorde da Oceania (Oceania)          | DSQ / DQ                   | Desclassificado (Disqualified)            |   |                                      |
| Recorde da temporada  | Recorde da temporada do atleta (Season best) | Recorde sul-americano | Recorde sul-americano (South America) | NM                         | Sem marca (No mark)                       |   |                                      |